# Aldeburgh

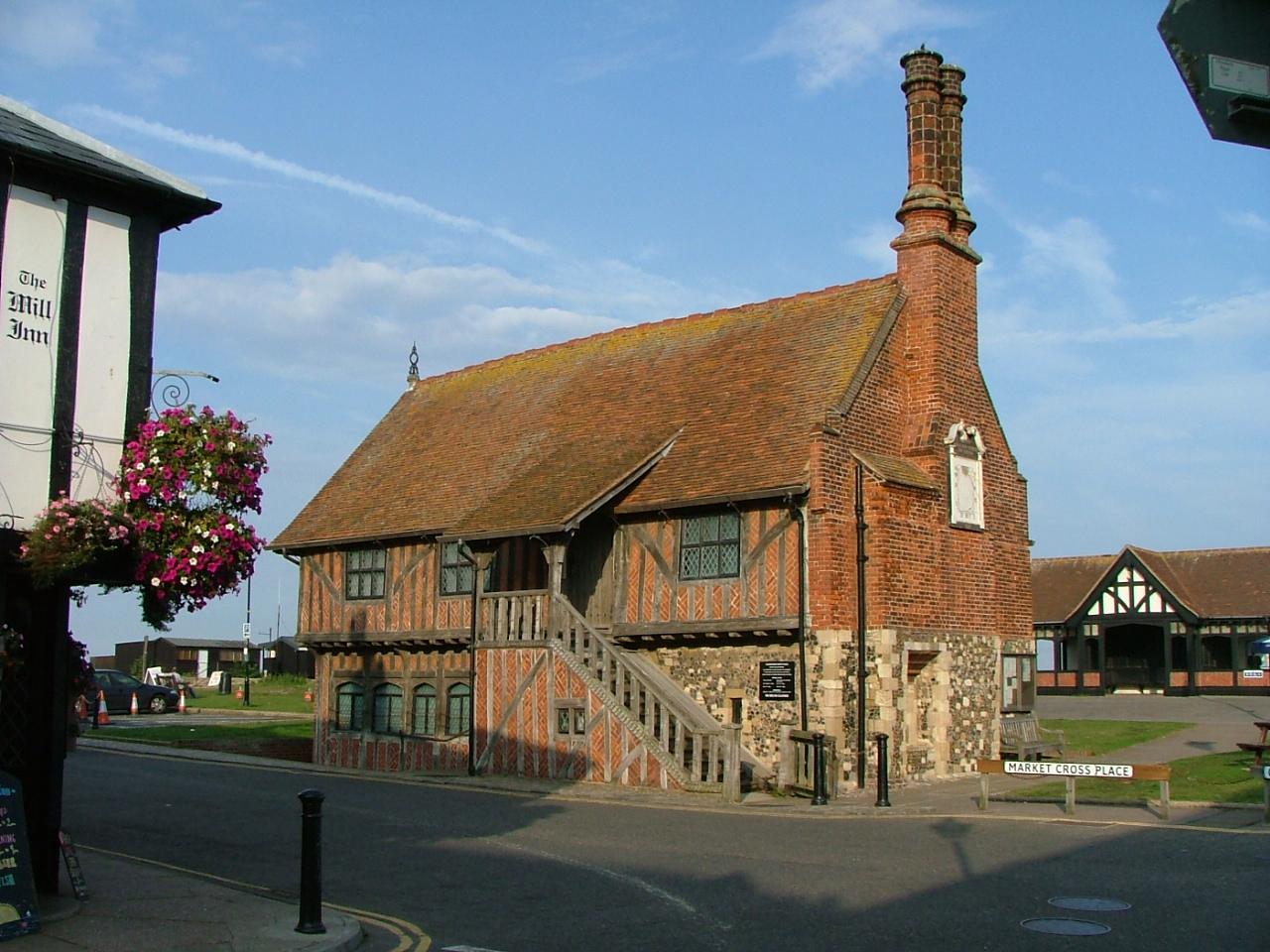
O Moot Hall, em Aldeburgh

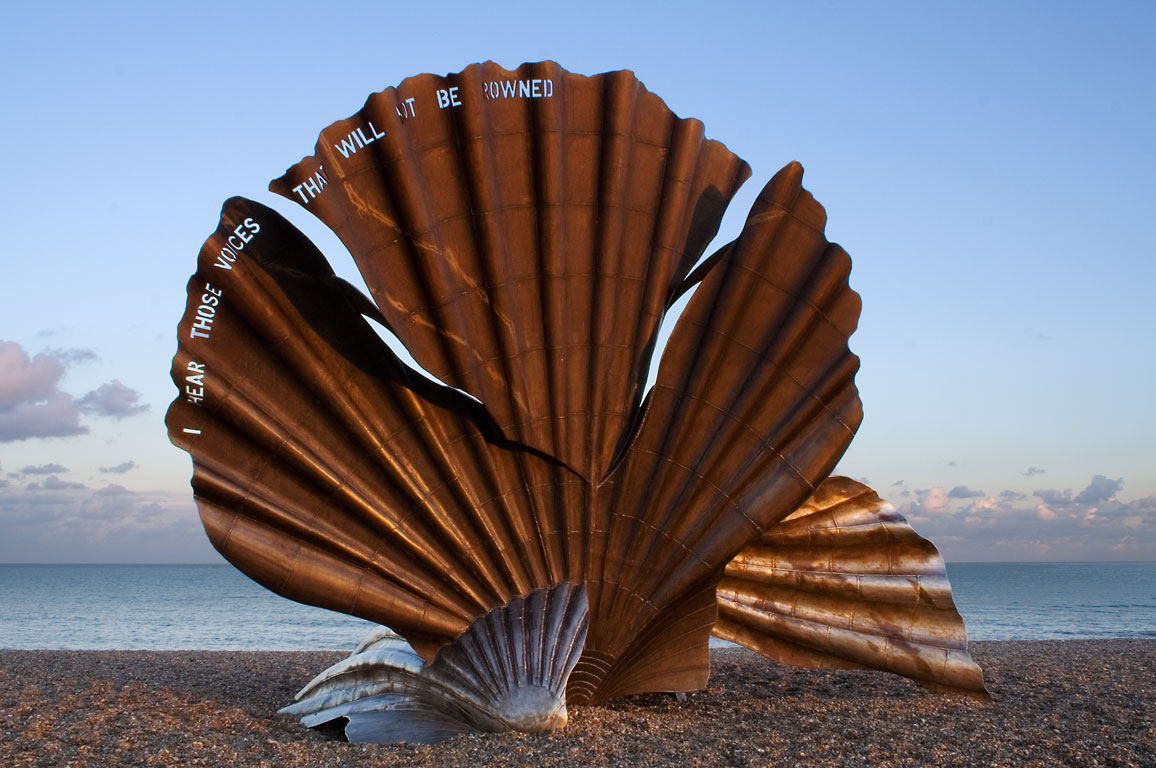
The scallop (a vieira) é uma escultura de homenagem a Benjamin Britten na praia de Aldeburgh. As palavras gravadas são da sua ópera Peter Grimes.

Aldeburgh é uma cidade em Suffolk, Anglia Oriental, Inglaterra; está situada junto ao rio Alde (52° 09′ 00″ N, 1° 36′ 00″ L). O seu nome, Alde Burgh significa "velho forte" embora este, juntamente com grande parte da cidade da época Tudor, se tenha perdido por causa do mar. No século XVI, Aldeburgh foi um porto, e tinha uma florescente indústria de construção naval. Os navios de Sir Francis Drake chamados Greyhound e Pelican (mais tarde rebaptizado como Golden Hind) foram construídos em Aldeburgh. Crê-se que o navio-bandeira d Companhia da Virgínia, o Sea Venture tenha sido construído em Aldeburgh em 1608. Quando o rio Alde mudou e já não podia acomodar barcos grandes, a área entrou em declínio. Aldeburgh sobreviveu principalmente como um porto pesqueiro até ao século XIX, quando se tornou popular como vila costeira dedicada ao turismo.
O Moot Hall de Aldeburgh é um edifício de madeira que se tem usado para reuniões do concelho municipal desde há pelo menos 400 anos. Também alberga o museu local.
O poeta George Crabbe nasceu em Aldeburgh em 1754 e a cidade inspirou os seus poemas A aldeia e A cidade.
Fora da cidade, o Snape Maltings é um local em que tem lugar um festival de música clássica em Junho. O Festival de Aldeburgh começou em 1948 por Benjamin Britten, Eric Crozier, e Peter Pears. Britten morreu em Aldeburgh em 1976 e Pears em 1986.